# Зимёнки (деревня, Москва)
Зимёнки (Зиме́нки) — деревня в Новомосковском административном округе Москвы (до 1 июля 2012 года была в составе Ленинского района Московской области). Входит в состав района Коммунарка.

## Население
| 1859 | 1890 | 1926 | 2002 | 2006 | 2010 |
| ---- | ---- | ---- | ---- | ---- | ---- |
| 184  | ↘95  | ↗198 | ↘41  | ↘39  | ↗97  |

Согласно Всероссийской переписи, в 2002 году в деревне проживал 41 человек (19 мужчин и 22 женщины).

## География
Деревня Зименки находится в северной части Новомосковского административного округа, примерно в 25 км к юго-западу от центра города Москвы и 3 км к юго-востоку от центра города Московский.
Улица Зимёнковская соединяет Зимёнки с соседней деревней Сосенки.
В 4 км к северу от деревни проходит Киевское шоссе М3, в 4 км к юго-востоку — Калужское шоссе А130, в 8 км к северо-востоку — Московская кольцевая автодорога, в 9 км к северу — линия Киевского направления Московской железной дороги.
В деревне 12 улиц, 3 тупика и 1 проезд, приписан потребительский кооператив. Ближайшие населённые пункты — деревни Верхнее Валуево и Летово.
Через деревню протекает одноимённая река Зимёнка, образуя каскад прудов.

## История
Название деревни, предположительно, ранее означало «место, где можно остановиться зимой».
В «Списке населённых мест» 1862 года Зименцы (Зименки) — владельческое сельцо 1-го стана Подольского уезда Московской губернии по правую сторону старокалужского тракта, в 18 верстах от уездного города и 34 верстах от становой квартиры, при речках Сосенке и Демеке и колодцах, с 16 дворами и 184 жителями (91 мужчина, 93 женщины).
По данным на 1890 год — сельцо Десенской волости Подольского уезда с 95 жителями.
В 1913 году — 23 двора, имение Ивановой.
В материалах Всесоюзной переписи населения 1926 года указаны деревни Зименки Большие и Зименки Малые Летовского сельсовета Десенской волости Подольского уезда в 3,2 км от Калужского шоссе и 11,7 км от станции Бутово Курской железной дороги:
- Зименки Большие — 150 жителей (64 мужчины, 86 женщин), 26 крестьянских хозяйств, школа 1-й ступени;
- Зименки Малые — 48 жителей (25 мужчин, 23 женщины), 11 крестьянских хозяйств[14][комм. 3].

С 1929 до 2012 гг. — населённый пункт Московской области в составе Красно-Пахорского района (1929—1946); Калининского района (1946—1957); Ленинского района (1957—1960, 1965—2012); Ульяновского района (1960—1963); Ленинского укрупнённого сельского района (1963—1965).
С 2012 года — в составе города Москвы.

## Комментарии
1. ↑  В «Справочной книжке Московской губернии» А. П. Шрамченко также указана деревня Земенки с 43 жителями.
2. ↑  В книге «Населённые местности Московской губернии» также указана деревня Зименки с 10 дворами.
3. ↑  В таблице раздела «Население» за 1926 год указано суммарное число жителей двух деревень.